# Barrio Sargento Cabral (Santiago del Estero)
El Barrio Sargento Cabral es un barrio de la ciudad de Santiago del Estero (capital), Argentina.

## Toponimia
Este barrio rinde homenaje a uno de los héroes de la independencia argentina, muerto heroicamente en acción de guerra en el combate de San Lorenzo. 

## Geografía
Sus límites son: calle Granadero Herrera, calle Roca, calle La Plata y calle Ameghino.
Su superficie es de 18,8 ha y la población según el censo del 2001 es de 1827 habitantes.